# Talbrücke Heidingsfeld
Die Talbrücke Heidingsfeld ist eine 635 m lange Brücke der Autobahn 3 bei Würzburg. 
Das Bauwerk liegt maximal 50 m über dem Talgrund und überspannt südlich von Würzburg ein Tal zwischen dem Nonnenberg und dem Katzenberg mit der Bahnstrecke Würzburg-Stuttgart und der Stuttgarter Straße. Im Rahmen des sechsstreifigen Ausbaus der Autobahn wurde die ursprüngliche Brücke von 1963 durch einen tiefer liegenden Neubau ersetzt.

## Brücke von 1963

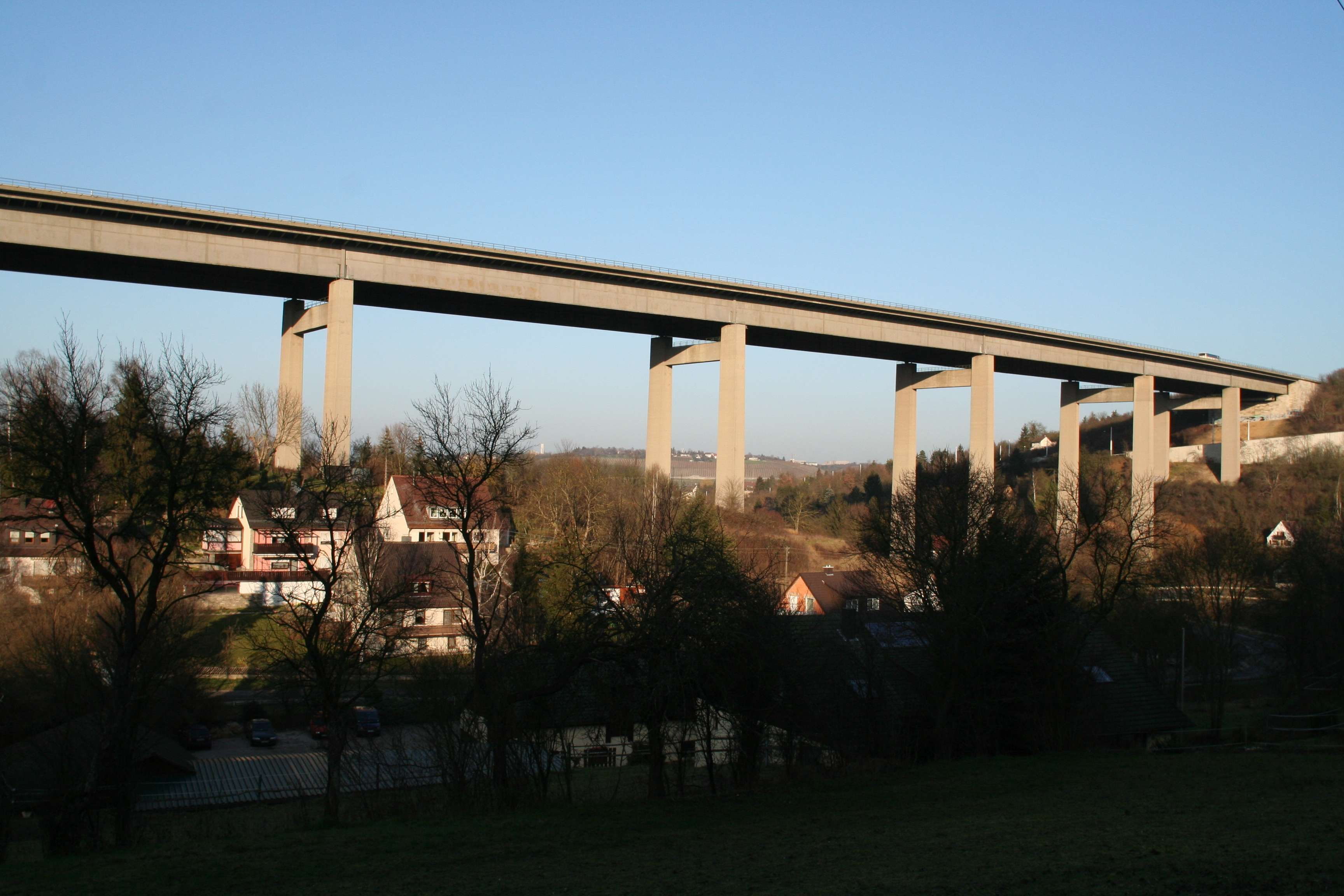
Brücke von 1963

Gebaut wurde die Überführung mit einem gemeinsamen Überbau für die zweistreifige Richtungsfahrbahn Nürnberg und die dreistreifige Richtungsfahrbahn Frankfurt am Main zwischen den Jahren 1961 und 1963. Die Autobahn lag im Verlauf der Brücke südlicher und etwa 10 m höher. Sie hatte im Grundriss einen Radius von 1700 m. Im Aufriss war eine Wannenausrundung vorhanden, die Längsneigung betrug ungefähr 0,2 % bis 2,5 % bei einer Querneigung von 2,7 %. Im Jahr 2018 erfolgte der Rückbau.

### Gründung und Unterbauten
Die Widerlager und ein Teil der Pfeiler waren flachgegründet. Vier Pfeilerpaare hatten eine Tiefgründung mit Rammpfählen. Die Stützen besaßen eine maximale Höhe von 60 m und waren in Querrichtung im Achsabstand von 23 m angeordnet. Die Stahlbetonhohlquerschnitte der Pfeiler waren an den Köpfen durch Querriegel miteinander verbunden.

### Überbau
Der Überbau der Stahlverbundbrücke bestand in Längsrichtung aus zwei Vollwandträgern im Abstand von 23,0 m mit 5,0 m Höhe am Brückenende und 6,0 m in Brückenmitte. Die geschweißte Stahlkonstruktion war über Querträger, die alle 2,0 m angeordnet waren, schubfest mit der Fahrbahnplatte aus Stahlbeton verbunden. Die Stützweiten der neunfeldrigen Brücke betrugen 64,4 m, 6 × 80,0 m, 64,0 m und 64,4 m, was eine Gesamtstützweite von 664,4 m ergab. 
Während des Herstellens der Fahrbahnplatte versagte 1963 eine Aufstapelung des Überbaus, wodurch dieser bereichsweise um 0,8 m absackte und sich in Längsrichtung um 0,13 m verschob. Personen kamen nicht zu Schaden.

## Brücke von 2020
Im Rahmen der Neutrassierung der BAB 3 im Würzburger Stadtbereich war eine neue Talbrücke erforderlich. Diese befindet sich nördlich des alten Bauwerks und ist etwa 10 m niedriger. Die Gestaltung der Autobahnbrücke wurde in einem Realisierungswettbewerb ermittelt, der keinen Gewinner hatte. Zur Ausführung kam eine Kombination der beiden zweiten Plätze, mit größer werdenden Stützenabständen und schlanken Pfeilern sowie einem Stahlverbundüberbau. Beidseitig sind 6 m hohe, transparente Lärmschutzwände vorhanden.
Im April 2014 wurde der Auftrag zum Abbruch und Neubau der Brücke vergeben. Der Auftragswert betrug inklusive Mehrwertsteuer rund 71 Millionen Euro. Der ursprünglich veranschlagte Gesamtauftragswert war 66 Millionen Euro. Im Sommer 2014 begannen die Arbeiten vor Ort, die Ende 2020 beendet waren. Das neue Brückenbauwerk wurde in zwei Bauabschnitten hergestellt. Zuerst wurde der nördliche Überbau für die Richtungsfahrbahn Frankfurt errichtet und am 1. März 2018 dem Verkehr übergeben. Dann folgte der Abbruch der alten Brücke. Abschließend wurde das südliche Bauwerk errichtet.
Die 635 m langen Überbauten sind im Grundriss gekrümmt und bestehen aus einzelligen Stahlhohlkästen mit einer im Verbund liegenden Fahrbahnplatte aus Stahlbeton, die außerhalb des Hohlkastens durch beidseitig angeordnete Konsolen unterstützt wird. Die Fahrbahnplatten werden über den Konsolen mit Fertigteilen und Ortbetonergänzung hergestellt. Sie sind 22,28 m bzw. 20,28 m breit. Die Deckbrücken überspannen in maximal 50 m Höhe den Talgrund mit sieben Öffnungen und Stützweiten von 53 m, 80 m, 92 m, 100 m, 108 m, 120 m und 82 m. Die Konstruktionshöhe der Kastenquerschnitte beträgt 4,60 m. Die Gründung der Pfeiler erfolgte auf bis zu 60 m langen Großbohrpfählen mit 1,2 m und 1,5 m Durchmesser. 
Die Montage der Überbauten erfolgte im Taktschiebeverfahren in sechs Takten mit Taktlängen zwischen 60 m und 125 m. Die einzelnen Segmente wurden mit Längen von 20 m bis 32 m per LKW angeliefert und im Taktkeller hinter dem westlichen Widerlager zusammengebaut.